# Кавамура Марі
Кавамура Марі (яп. 川村 真理; нар. 19 грудня 1988) — японська футболістка. Вона грала за збірну Японії.

## Клубна кар'єра
У 2006 році дебютувала в «Фукуока Джей Анклас». В 2013 року вона перейшла до «Юнайтед Тіба». Наприкінці сезону 2015 року вона пішла на пенсію.

## Кар'єра в збірній
У червні 2013 року, її викликали до національної збірної Японії на Algarve Cup. На цьому турнірі, 6 березня, вона дебютувала в збірній у поєдинку проти Норвегії. У 2013 році зіграла 2 матчі в національній збірній.

## Статистика виступів
| Збірна Японії | Збірна Японії | Збірна Японії |
| Рік           | Матчі         | Голи          |
| ------------- | ------------- | ------------- |
| 2013          | 2             | 0             |
| Загалом       | 2             | 0             |